# I'm Getting Used to You
I'm Getting Used to You è un singolo della cantante statunitense Selena, pubblicato nel 1995 ed estratto dall'album postumo Dreaming of You.
Il singolo è stato scritto da Diane Warren.

## Tracce
- Maxi CD (USA)

1. I'm Getting Used to You (Album Version) - 4:03
2. I'm Getting Used to You (Def Radio Mix) - 3:42
3. I'm Getting Used to You (Def Club Mix) - 8:40
4. I'm Getting Used to You (Dub A Dub Mix) - 6:48
5. I'm Getting Used to You (Beatstrumental Mix) - 5:50